# ZA-110
La ZA-110 es una carretera autonómica perteneciente a la Red Complementaria Preferente de carreteras de la Junta de Castilla y León.
El inicio de esta carretera está en la localidad de Camarzana de Tera, en la confluencia con la carretera N-525, y el final en el límite provincial de León. La longitud de esta carretera es aproximadamente de 18,7 km y transcurre por la comarca de Benavente y Los Valles.
Sus principales características son que consta de una sola calzada, con un carril para cada sentido de circulación y tiene un ancho de plataforma de 7 metros. Su limitación de velocidad es de 90 km/h. Además está presente la peligrosidad de los animales sueltos, debido a que las carretera atraviesa a lo largo de todo su recorrido monte o bosques.

## Nomenclatura[4]
Antes de 2002, la ZA-110 la carretera mantenía la misma nomenclatura que tiene actualmente.

## Localidades de paso
- Santibáñez de Vidriales[5]
- Fuente Encalada[6]

## Tramos

### Situación actual
| Tramo                            | PK Inicio | PK Final | Longitud | Sección actual |
| -------------------------------- | --------- | -------- | -------- | -------------- |
| Camarzana de Tera - L.P. de León | 0,000     | 18,700   | 18,700   | 7/10           |

### Actuaciones previstas en el Plan Regional Sectorial de Carreteras 2008-2020 de la Junta de Castilla y León[1]
| Tramo                                                 | PK Inicio | PK Final | Longitud | Actuación | Sección final | Valoración Mill. € | Sección inicial | Estado de la Actuación |
| ----------------------------------------------------- | --------- | -------- | -------- | --------- | ------------- | ------------------ | --------------- | ---------------------- |
| Camarzana de Tera ( N-525 ) - L.P. de León ( LE-110 ) | 0,000     | 18,700   | 18,700   | Refuerzo  | 7/10          | 1,87               | 7/10            | En servicio            |

## Trazado
La carretera comienza en las afueras de la localidad de Camarzana de Tera, en la rotonda en la que enlaza con la N-525. La carretera continúa hacia el norte, pasando por debajo de la A-52, con la cual enlaza, y llega al Polígono industrial de Camarzana de Tera. Posteriormente, la carretera atraviesa una zona de monte para llegar finalmente a la población de Santibáñez de Vidriales, en cuya travesía existen salidas hacia Brime de Sog y Benavente, pertenecientes a la carretera ZA-P-1510. Al abandonar la localidad, la ZA-110 se dirige hacia el campamento romano de PETAVONIUM, una serie de restos arqueológicos de un antiguo campamento militar romano. Unos metros más adelante, la carretera en laza con localidades como San Pedro de la Viña o Ayoó de Vidriales. Después de una sucesión de curvas, la ZA-110 atraviesa Fuente Encalada y tras un nuevo tramo de fuerte pendiente del 10 % que ha sustituido a una zona muy revirada, la carretera finalmente pase a la provincia de León como LE-110. Dicha modificación del trazado puede observarse desde una vista aérea.

## Cruces
| Camarzana de Tera ( N-525 ) - L.P. de León ( LE-110 ) | Camarzana de Tera ( N-525 ) - L.P. de León ( LE-110 ) | Camarzana de Tera ( N-525 ) - L.P. de León ( LE-110 ) | Camarzana de Tera ( N-525 ) - L.P. de León ( LE-110 ) | Camarzana de Tera ( N-525 ) - L.P. de León ( LE-110 )                                            | Camarzana de Tera ( N-525 ) - L.P. de León ( LE-110 )                                            | Camarzana de Tera ( N-525 ) - L.P. de León ( LE-110 ) | Camarzana de Tera ( N-525 ) - L.P. de León ( LE-110 ) | Camarzana de Tera ( N-525 ) - L.P. de León ( LE-110 ) |
| Esquema                                               | PK                                                    | Sentido L.P. de León (creciente)                      | Sentido L.P. de León (creciente)                      | Sentido L.P. de León (creciente)                                                                 | Sentido Camarzana de Tera (decreciente)                                                          | Sentido Camarzana de Tera (decreciente)               | Sentido Camarzana de Tera (decreciente)               | Notas                                                 |
| Esquema                                               | PK                                                    | Velocidad                                             | Elemento                                              | Salida                                                                                           | Salida                                                                                           | Elemento                                              | Velocidad                                             | Notas                                                 |
| ----------------------------------------------------- | ----------------------------------------------------- | ----------------------------------------------------- | ----------------------------------------------------- | ------------------------------------------------------------------------------------------------ | ------------------------------------------------------------------------------------------------ | ----------------------------------------------------- | ----------------------------------------------------- | ----------------------------------------------------- |
|                                                       | 0,000                                                 |                                                       |                                                       | N-525 Camarzana de Tera - Puebla de Sanabria Benavente                                           | N-525 Camarzana de Tera - Puebla de Sanabria Benavente                                           |                                                       |                                                       |                                                       |
|                                                       | 0,140                                                 |                                                       |                                                       | CURVA PELIGROSA                                                                                  | CURVA PELIGROSA                                                                                  |                                                       |                                                       |                                                       |
|                                                       | 0,600                                                 |                                                       |                                                       | A-52 Benavente - La Coruña - Madrid                                                              | A-52 Benavente - La Coruña - Madrid                                                              |                                                       |                                                       |                                                       |
|                                                       | 1,200                                                 |                                                       |                                                       | A-52 Puebla de Sanabria - Orense - Vigo                                                          | A-52 Puebla de Sanabria - Orense - Vigo                                                          |                                                       |                                                       |                                                       |
|                                                       | 1,700                                                 |                                                       |                                                       | Polígono industrial                                                                              | Polígono industrial                                                                              |                                                       |                                                       |                                                       |
|                                                       | 8,100                                                 |                                                       |                                                       | SANTIBÁÑEZ DE VIDRIALES                                                                          | SANTIBÁÑEZ DE VIDRIALES                                                                          |                                                       |                                                       |                                                       |
|                                                       | 8,300                                                 |                                                       |                                                       | ZA-P-1510 Brime de Sog                                                                           | ZA-P-1510 Brime de Sog                                                                           |                                                       |                                                       |                                                       |
|                                                       | 8,400                                                 |                                                       |                                                       | ZA-P-1510 Tardemezar - Benavente                                                                 | ZA-P-1510 Tardemezar - Benavente                                                                 |                                                       |                                                       |                                                       |
|                                                       | 8,900                                                 |                                                       |                                                       | Bercianos de Vidriales                                                                           | Bercianos de Vidriales                                                                           |                                                       |                                                       |                                                       |
|                                                       | 9,300                                                 |                                                       |                                                       | SANTIBÁÑEZ DE VIDRIALES                                                                          | SANTIBÁÑEZ DE VIDRIALES                                                                          |                                                       |                                                       |                                                       |
|                                                       | 9,400                                                 |                                                       |                                                       |                                                                                                  |                                                                                                  |                                                       |                                                       |                                                       |
|                                                       | 11,020                                                |                                                       |                                                       | Campamento romano de PETAVONIUM                                                                  | Campamento romano de PETAVONIUM                                                                  |                                                       |                                                       |                                                       |
|                                                       | 11,520                                                |                                                       |                                                       | ZA-P-2554 San Pedro de la Viña - Ayoó de Vidriales Rosinos de Vidriales - Bercianos de Vidriales | ZA-P-2554 San Pedro de la Viña - Ayoó de Vidriales Rosinos de Vidriales - Bercianos de Vidriales |                                                       |                                                       |                                                       |
|                                                       | 11,600                                                |                                                       |                                                       | COMIENZO TRAMO CURVAS PELIGROSAS                                                                 | FIN TRAMO CURVAS PELIGROSAS                                                                      |                                                       |                                                       |                                                       |
|                                                       | 12,050                                                |                                                       |                                                       | FIN TRAMO CURVAS PELIGROSAS                                                                      | COMIENZO TRAMO CURVAS PELIGROSAS                                                                 |                                                       |                                                       |                                                       |
|                                                       | 13,100                                                |                                                       |                                                       | FUENTE ENCALADA                                                                                  | FUENTE ENCALADA                                                                                  |                                                       |                                                       |                                                       |
|                                                       | 13,400                                                |                                                       |                                                       | ZA-P-1511 Villageriz - Alcubilla de Nogales                                                      | ZA-P-1511 Villageriz - Alcubilla de Nogales                                                      |                                                       |                                                       |                                                       |
|                                                       | 13,600                                                |                                                       |                                                       | San Pedro de la Viña                                                                             | San Pedro de la Viña                                                                             |                                                       |                                                       |                                                       |
|                                                       | 13,820                                                |                                                       |                                                       | FUENTE ENCALADA                                                                                  | FUENTE ENCALADA                                                                                  |                                                       |                                                       |                                                       |
|                                                       | 16,460                                                |                                                       |                                                       | COMIENZO TRAMO FUERTE PENDIENTE                                                                  | FIN TRAMO FUERTE PENDIENTE                                                                       |                                                       |                                                       |                                                       |
|                                                       | 16,700                                                |                                                       |                                                       | COMIENZO TRAMO CURVAS PELIGROSAS                                                                 | FIN TRAMO CURVAS PELIGROSAS                                                                      |                                                       |                                                       |                                                       |
|                                                       | 17,300                                                |                                                       |                                                       | FIN TRAMO FUERTE PENDIENTE                                                                       | COMIENZO TRAMO FUERTE PENDIENTE                                                                  |                                                       |                                                       |                                                       |
|                                                       | 17,700                                                |                                                       |                                                       | FIN TRAMO CURVAS PELIGROSAS                                                                      | COMIENZO TRAMO CURVAS PELIGROSAS                                                                 |                                                       |                                                       |                                                       |
|                                                       | 17,800                                                |                                                       |                                                       | Fin de la ZA-110 Continúa por: LE-110 Castrocalbón - La Bañeza                                   | Inicio de la ZA-110                                                                              |                                                       |                                                       |                                                       |